# Espada de antenas

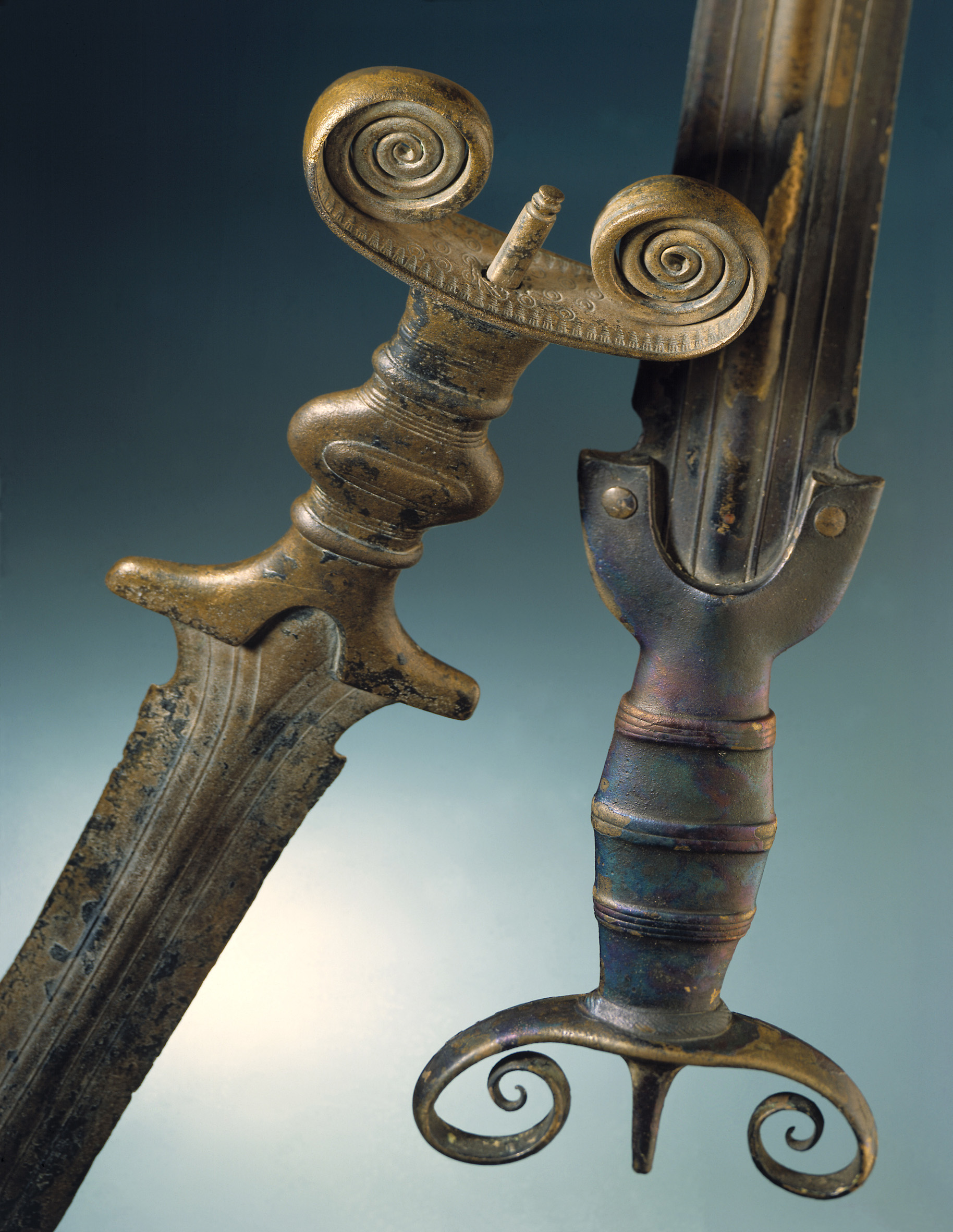
Espadas de antenas del periodo Hallstatt B (a. C.)

La espada de antenas es un tipo particular de espada desarrollada en la Edad del Bronce, cuya empuñadura, en lugar de una espiga, estaba cerrada por una lámina de metal en forma de dos antenas simétricas que dibujaban un motivo espiraliforme. Ampliamente difundido en Europa en la época de lo que los estudiosos llaman la "koiné del Bronce", sirvió como arquetipo para el desarrollo de las primeras espadas cortas durante la Edad del Hierro, especialmente en aquellos lugares donde los celtas se mezclaron con poblaciones europeas prehistóricas: La Tène (Suiza), Cogotas (España), etc.

## Historia
La espada de antenas se extendió en Europa alrededor del siglo X a. C., sustituyendo al anterior tipo de arma de hoja larga ligera utilizada por los pueblos de la "koiné del Bronce", la espada con lengua de carpa. La presencia de espadas de antenas es evidente entre los diversos grupos étnicos (véase pueblos antiguos de Italia), habitantes de la Italia peninsular e insular (samnitas), etruscos, antiguos romanos, sardos), en los Alpes y la Península ibérica. Por lo tanto, el campo de difusión puede circunscribirse, a grandes rasgos, a las tierras europeas bañadas por el Mar Tirreno y a aquellas zonas del interior continental de las que tenemos pruebas fehacientes de un denso intercambio cultural y comercial con pueblos más típicamente tirrenos, como los etruscos, a través de los puestos avanzados del norte de Italia (Bolonia, Melzo, etc.).
Arma robusta y bien equilibrada, la espada de antenas estaba destinada casi con toda seguridad a las tropas de caballería de las ya bien desarrolladas protocivilizaciones, destinadas a ser asimiladas o borradas por la masiva ola de migración de los celtas (siglo V a. C.). Datable, en cuanto al período de difusión, hasta el siglo X a. C., concomitantemente con la "Fase B" de la protocéltica Cultura Hallstatt, la espada de antenas, de hecho, fue considerada erróneamente un arma celta por los estudiosos del siglo XIX.
Es indudable la similitud estilística entre las espadas de antenas y las primeras espadas de hierro de la cultura celta de La Tène. Ejemplos interesantes de la fase de transición de Hallstatt-La Tène, como la espada encontrada en el yacimiento de "Cogotas II" en España, son los gladius ante litteram con hoja estriada maciza y ranurada, perfil en forma de rombo y mango metálico, sin protección, con antenas, reducidos a un pomo bicípite. También en Italia el modelo de la espada de antenas permaneció en uso en la Primera Edad del Hierro, como lo atestiguan los hallazgos picenos de dagas de hierro con rica empuñadura desde el pomo hasta las antenas.

## Construcción
- La hoja de bronce estaba bien equilibrada y era muy sólida, con nervaduras central y acanalada. Normalmente tenían dos nervios paralelos, pero había algunas variantes con un único nervio central.[4] La punta era generalmente lanceolada, capaz de infligir golpes peligrosos, y solo en raras ocasiones uncinada, con contra-corte.[5] En los modelos más recientes encontrados en los yacimientos españoles, las armas, ya de producción celta, aunque su longitud es prácticamente la misma, caen en proporciones de longitud-ancho-mango en el tipo de «espada corta celta» y no tanto en la «espada larga de la Edad del Bronce»;
- La empuñadura, como en otros ejemplares de espadas de la Edad del Bronce, era de metal, fijado a la hoja mediante dos remaches. La característica peculiar del arma era la hoja plegada en dos volutas simétricas, las "antenas", que sustituyeron al pomo. En los últimos modelos celtíberos, las antenas se reemplazaron por un pomo bicípite.

| |
| Espada y vaina vetonas tipo Alcácer do Sal. Siglos IV-III a. C. Museo Arqueológico Nacional de España. |

| |
| Espada celtíbera de antenas de la Necrópolis de La Requijada de Gormaz. Siglo IV-III a. C.. Museo Arqueológico Nacional de España. |

| |
| Espada celtíbera de la Cultura Cogotas II (ca. 700 a. C.) que ya presenta la forma del gladio utilizado por los legionarios romanos. |

| |
| Espada celtíbera corta, del tipo de antenas atrofiadas. Procedente de la Necrópolis de Los Arroyuelos. siglo IV a. C.. Museo Arqueológico Nacional de España. |

| |
| Espada corta de antenas atrofiadas tipo Arcóbriga, procedente de la necrópolis de «La Osera». La hoja es de doble filo con nervadura central acanalada. |

|                                                 |
| Espada ibera de antenas procedente de Mengíbar. |